# Nagara (lớp tàu tuần dương)
Lớp tàu tuần dương Nagara (tiếng Nhật: 長良型軽巡洋艦, Nagaragata Keijunyōkan) là một lớp tàu tuần dương hạng nhẹ bao gồm sáu chiếc của Hải quân Đế quốc Nhật Bản từng tham gia nhiều hoạt động trong Chiến tranh Thế giới thứ hai. Chúng được tiếp nối bởi lớp Sendai khá tương tự.

## Bối cảnh
Lớp Nagara là lớp tàu tuần dương hạng nhẹ thứ hai của Hải quân Đế quốc Nhật Bản dựa trên trọng lượng rẽ nước tiêu chuẩn 5.500 tấn. Ở khía cạnh kích cỡ và khả năng hoạt động của tàu tuần dương hạng nhẹ, nó hầu như tương đương với lớp Kuma trước đó. Tuy nhiên, đây là lớp tàu tuần dương đầu tiên được trang bị kiểu ngư lôi Oxy Kiểu 93 610 mm.

## Thiết kế
Sự sắp xếp của lớp Nagara tương tự như của các tàu tuần dương của Hải quân Hoàng gia Anh đương thời, bao gồm một máy phóng cố định dành cho thủy phi cơ hướng về phía mũi tàu bên trên pháp pháo số 1 và số 2. Tuy nhiên, vào những năm 1930, những máy phóng này được tháo dỡ do ưa chuộng kiểu bệ xoay phía sau đuôi tàu. Lớp Nagara trải qua nhiều đợt tái trang bị và nâng cấp vũ khí trong quá trình chiến tranh tại Thái Bình Dương.

## Vũ khí trang bị
Vũ khí chính của lớp Nagara là bảy khẩu pháo 140 mm (5,5 inch) bố trí trên những tháp pháo đơn bọc thép kín.: hai khẩu trên trục giữa hướng ra trước, ba khẩu trên trục giữa phía sau cầu tàu hướng ra sau, và một khẩu mỗi bên mạn cạnh cấu trúc thượng tầng. Tuy nhên, chỉ có sáu trong số bảy khẩu pháo có thể bắn ngang mạn tàu. Hỏa lực hạng hai bao gồm hai khẩu 76 mm (3 inch).
Sau trận Midway, giới lãnh đạo cấp cao Hải quân Nhật bắt đầu nhận thức sự mong manh của hạm đội trước các cuộc tấn công bằng máy bay và tàu ngầm Mỹ, và tiến hành các biện pháp nâng cấp vũ khí chống máy bay và chống tàu ngầm trên các con tàu nổi. Các khẩu pháo chính 140 mm của lớp Nagara trở nên vô dụng đối với máy bay vì chuyển động xoay chậm (vận hành bằng tay) và vì chúng không thể nâng cao hơn góc 45 độ.
Mỗi chiếc trong lớp Nagara được gọi quay về Nhật Bản để tái trang bị và nâng cấp. Tháp pháo 140mm số 5 (ngay phía sau ba ống khói) được tháo bỏ, và khẩu đội súng máy 13 mm bốn nòng phía trước cầu tàu được thay thế bởi một khẩu đội 13 mm hai nòng. Với trọng lượng tiết giảm được, Hai khẩu đội pháo phòng không ba nòng Kiểu 96 25mm được trang bị, cùng một hệ thống radar dò tìm trên không Kiểu 21.
Tương tự, tháp pháo số 7 tận cùng cũng được thay thế bằng một khẩu đội 5-inch (127mm) Kiểu 89 40 caliber đa dụng nòng đôi không che chắn. Một khẩu đội phòng không Kiểu 96 25 mm ba nòng và bốn khẩu 25mm phòng không nòng đơn được bổ sung. Cùng với việc tháo bỏ máy phóng thủy phi cơ, một hệ thống radar dò tìm mặt đất Kiểu 22 được trang bị; mười khẩu 25 mm nòng đơn cũng được bổ sung (nâng tổng cộng lên 30 khẩu) cùng năm khẩu súng máy 13 mm nòng đơn. Thêm vào đó, các giá thả mìn sâu thay thế cho mìn mang theo trước đây, và thiết bị dò âm dưới nước cũng được trang bị.
Các cải tiến này đã đưa đến trọng lượng rẽ nước cuối cùng vượt quá 7.000 tấn, làm giảm tốc độ tối đa xuống dưới 59 km (32 knot).

## Lịch sử hoạt động
Có tổng cộng sáu chiếc trong lớp được chế tạo. Không có chiếc nào sống sót qua Chiến tranh Thế giới thứ hai.
Nagara (長良) được chế tạo tại xưởng hải quân Sasebo và được đưa vào hoạt động ngày 22 tháng 4 năm 1922. Nagara phục vụ trong những trận chiến ban đầu của cuộc Chiến tranh Trung-Nhật, bao gồm trận Thượng Hải và cuộc xâm chiếm Đông Dương thuộc Pháp. Sau cuộc tấn công Trân Châu Cảng, Nagara hỗ trợ cho việc đổ bộ lực lượng Nhật Bản lên Malaya và Đông Ấn thuộc Hà Lan. Nó tháp tùng Lực lượng Tấn công tàu sân bay của Đô đốc Nagumo trong trận Midway. Sau đó, nó có mặt trong trận chiến Đông Solomons, trận Santa Cruz và trận Guadalcanal thứ nhất. Cuối cùng nó bị đánh chìm do trúng phải ngư lôi từ tàu ngầm USS Croaker trên đường đi giữa Kagoshima và Sasebo vào ngày 7 tháng 8 năm 1944.
Isuzu (五十鈴) được chế tạo tại hãng đóng tàu Uraga, và được đưa vào hoạt động ngày 15 tháng 8 năm 1923. Isuzu hỗ trợ các cuộc đổ bộ lực lượng Nhật Bản tại Trung Quốc, Đông Dương thuộc Pháp, Malaya và Đông Ấn thuộc Hà Lan vào đầu Thế Chiến II. Trong chiến dịch Quần đ̉ao Solomon, nó từng tham gia trận Santa Cruz và Hải chiến Guadalcanal rồi sau đó là trận chiến vịnh Leyte. Nó bị một nhóm tàu ngầm Mỹ đánh chìm ngoài khơi Sumbawa vào ngày 7 tháng 4 năm 1945.
Yura (由良) được đưa vào hoạt động tại xưởng hải quân Sasebo ngày 20 tháng 3 năm 1923. Yura từng can dự vào vụ đánh chìm Prince of Wales và Repulse, và tham gia hỗ trợ cho việc đổ bộ lực lượng Nhật Bản lên Malaya và Sarawak. Sau đó, nó tham gia trận Không kích Ấn Độ Dương, trận Midway và trận chiến Đông Solomon. Nó bị máy bay của Hải quân và Không lực Mỹ đánh chìm tại quần đảo Solomon vào ngày 25 tháng 10 năm 1942.
Natori (名取) được hoàn tất tại xưởng đóng tàu của hãng Mitsubishi tại Nagasaki vào ngày 15 tháng 9 năm 1922. Natori hỗ trợ cho việc đổ bộ lực lượng Nhật Bản lên Philippines và Đông Ấn thuộc Hà Lan. Nó bị đánh đắm ngoài khơi Samar bởi ngư lôi của tàu ngầm Mỹ USS Hardhead vào ngày 19 tháng 8 năm 1944.
Kinu (鬼怒) được hoàn tất tại xưởng đóng tàu của hãng Kawasaki tại Kobe vào ngày 10 tháng 11 năm 1922. Kinu từng can dự vào vụ đánh chìm Prince of Wales và Repulse, và tham gia hỗ trợ cho việc đổ bộ lực lượng Nhật Bản lên Malaya và Đông Ấn thuộc Hà Lan. Sau đó nó tham gia nhiều chiến dịch tại quần đảo Solomon và Philippines, và bị máy bay Mỹ đánh chìm trong vùng biển Visayan vào ngày 26 tháng 10 năm 1944.
Abukuma (阿武隈) được hoàn tất bởi hãng đóng tàu Uraga vào ngày 26 tháng 5 năm 1925. Abukuma từng tham gia trận tấn công Trân Châu Cảng, rồi sau đó tham gia trận chiến quần đảo Komandorski trước khi bị đánh chìm trong trận chiến eo biển Surigao vào ngày 26 tháng 10 năm 1944.

## Những chiếc trong lớp
| Tàu              | Đặt lườn             | Hạ thủy              | Hoạt động            | Số phận                                                                                         |
| Nagara (長良)    | 9 tháng 9 năm 1920   | 25 tháng 4 năm 1921  | 21 tháng 4 năm 1922  | Bị tàu ngầm Croaker đánh chìm ngày 7 tháng 8 năm 1944 ngoài khơi Amakusa, biển Đông Trung Quốc  |
| Isuzu (五十鈴)   | 10 tháng 8 năm 1920  | 29 tháng 10 năm 1921 | 15 tháng 8 năm 1923  | Bị tàu ngầm Mỹ đánh chìm ngày 7 tháng 4 năm 1945 ngoài khơi Sumbawa, biển Java                  |
| Yura (由良)      | 21 tháng 5 năm 1921  | 15 tháng 2 năm 1922  | 20 tháng 3 năm 1923  | Tự đánh đắm ngày 25 tháng 10 năm 1942 sau khi bị máy bay Mỹ đánh trúng ngoài khơi đảo Savo      |
| Natori (名取)    | 14 tháng 12 năm 1920 | 16 tháng 2 năm 1922  | 15 tháng 9 năm 1922  | Bị tàu ngầm Mỹ Hardhead đánh chìm ngày 19 tháng 8 năm 1944 phía Đông đảo Samar, biển Philippine |
| Kinu (鬼怒)      | 17 tháng 1 năm 1921  | 29 tháng 5 năm 1922  | 10 tháng 11 năm 1922 | Bị máy bay Mỹ đánh chìm ngày 26 tháng 10 năm 1944 ở Tây Nam Masbate, biển Sibuyan               |
| Abukuma (阿武隈) | 8 tháng 12 năm 1921  | 16 tháng 3 năm 1923  | 26 tháng 5 năm 1925  | Bị máy bay ném bom Mỹ đánh chìm ngày 26 tháng 10 năm 1944 ngoài khơi đảo Negros, biển Mindanao  |